# Kickboxing americano
Il kickboxing americano è uno sport da combattimento, derivato dal kickboxing, codificato negli Stati Uniti negli anni '60, eseguito sul ring. È nato dall'entusiasmo diffuso negli Stati Uniti per il karate e altre arti marziali (kempo, kung-fu, taekwondo, bando, etc.)

## Stile
Molti stili di arti marziali svilupparono tecniche di contatto in varie forme e molti campioni desiderosi di fare conoscere le caratteristiche delle loro tecniche contribuirono alla loro evoluzione. Erano organizzati tornei in molti stili diversi di combattimento, come lo United States National Karate Championship di Jhoon Rhee, la Battaglia di Atlanta di Ed Parker, e fin dal 1963 gli opens su ring di Bando kickboxing (pratica sportiva derivata dalla boxe ancestrale birmana "importata" dall'esperto Maung Gyi). Altri tornei importanti come Mas Oyama All Worth America Championship (Karate Kyokushinkai alla K.O.) cambiarono i tornei tradizionali di karate fino allora organizzati senza contatto.
Anche l'idea di Bruce Lee (attore famoso di cinema, in mezzo agli anni 1970) e di Jhoon Rhee (professore di Alan Steen, di Jeff Smith e di Gordon Franks) di combattere con protezioni e guanti, ha aperto una nuova via per tutti gli amatori di "combattimento reale". All'origine kickboxing americano è un regolamento di competizione, che permette ai concorrenti delle diverse pratiche marziali di incontrarsi in un certo tipo di confronto (all'origine quello della federazione mondiale WKA - World Kickboxing Association). Si è così tanto la opinione generale, che è diventato una delle forme di sport di combattimento ispirata delle arti marziali più praticata al mondo.
Fra gli organismi mondiali, i più conosciuti, caricati della gestione dei titoli professionali e dilettantistici nelle boxes pieds-poings abbiamo: la WKA (World Kickboxing Association) nata agli USA nel 1976, la WAKO (World Association of KickBoxing Organizations) nata in Germania nel 1978 che ha la sua genesi nell'organizzazione di riunioni dilettanti, la ISKA (nata en 1986) "ereditiera" della PKA che faceva la promozione del Pieno-contatto all'origine e la WKN (nata nel 1997).